# Чемпионат мира по шорт-треку среди команд 1996
Чемпионат мира по шорт-треку среди команд 1996 года проходил  28 - 31 марта в Лейк-Плэсиде (США).

## Система состязаний
Для участия в чемпионате автоматически квалифицировались первые восемь стран по итогам кубка мира. По 4 конькобежца от каждой страны участвовало в гонках на 500 м и на 1000 м, по 2 конькобежца — в гонке на 3000 м, плюс проходило первенство в эстафете (на 3000 м для женщин, на 5000 м — для мужчин).

## Участники чемпионата

### Мужчины
| Место | Участники        | Очки |
| ----- | ---------------- | ---- |
| 1     | Канада           | 58   |
| 2     | Республика Корея | 42   |
| 3     | Италия           | 39   |
| 4     | США              | 29   |
| 5     | Китай            | 24   |
| 6     | Франция          | 23   |
| 7     | Венгрия          | 17   |

### Женщины
| Место | Участники        | Очки |
| ----- | ---------------- | ---- |
| 1     | Республика Корея | 50   |
| 2     | Италия           | 48   |
| 3     | США              | 34   |
| 4     | Канада           | 33   |
| 5     | Китай            | 25   |
| 6     | Япония           | 24   |
| 7     | Нидерланды       | 17   |

## Призёры чемпионата

### Мужчины
| Дисциплина | Золото                                                                       | Серебро                                        | Бронза                                                                        |
| ---------- | ---------------------------------------------------------------------------- | ---------------------------------------------- | ----------------------------------------------------------------------------- |
| Команды    | Марк Ганьон Фредерик Блэкберн Деррик Кэмпбелл Франсуа-Луи Дроле Брайс Холбех | Ким Дон Сун Ли Сан Джун Чхэ Джи Хун Ким Сун Тэ | Орацио Фагоне Мирко Вюллермин Фабио Карта Микеле Антониоли Никола Франческина |

### Женщины
| Дисциплина | Золото                                              | Серебро                                                                                           | Бронза                                                           |
| ---------- | --------------------------------------------------- | ------------------------------------------------------------------------------------------------- | ---------------------------------------------------------------- |
| Команды    | Ким Со Хи Ким Юн Ми Чон Ли Гён Вон Хе Гён Ан Сан Ми | Италия · Мара Урбани · Маринелла Канклини · Барбара Бальдиссера · Катя Колтури · Эвелина Родигари | Эми Петерсон Джули Госкович Эрин Портер Эрин Глисон Карен Кэшман |